# Мат Бомър
Мат Бомър (на английски: Matt Bomer) е американски филмов, телевизионен и театрален актьор.

## Биография
Роден е в Спринг, предградие на Хюстън, през 1977 г. През 2001 г. завършва Карнеги Мелън в Питсбърг, Пенсилвания. Премества се в Ню Йорк и започва да играе първоначално на театрална сцена. След това му предлагат малки роли в киното и телевизията.
Една от първите му телевизионни роли е тази на Бен Рийд в сериала „Пътеводна светлина“. По-късно играе в „Чък“, „Травълър“ и „Клуб Веселие“.
От 2009 до 2014 г. се снима в телевизионния сериал „Престъпления от класа“, който му носи значителна популярност. В него той играе Нийл Кафри, бивш крадец на предмети на изобразителното изкуство, който работи съвместно с ФБР и помага при разкриването на различни престъпления. През 2011 г. има малка роля в научнофантастичния филм „Дилъри на време“.
През 2015 г. Бомър е награден със Златен глобус в категория „Най-добър поддържащ актьор в телевизионен минисериал или филм“ за ролята си на Феликс Търнър в „Обикновеното сърце“.

## Личен живот
През февруари 2012 г. Бомър прави своето разкриване, потвърждавайки официално, че е гей и има връзка с холивудския публицист Саймън Холс. Бомър и Холс живеят заедно и отглеждат три деца – Кит, Уокър и Хенри.